# 白仁燁
白仁燁（1923年2月18日—2013年12月14日）是一名韓国將領和教育学者，本贯水原。
他在朝鲜战争期间任韓国軍第17团团长，指揮甕津半岛防御战，并参加了仁川登陸作战。其兄長白善燁是韩国國軍首位四星上將。

## 背景
1923年出生于日本統治下的朝鮮平安南道江西郡江西，父白潤相、母方考烈，姐姐白福燁、兄长白善燁。白家是相对比较富裕的中等地主家庭，但在其父去世后也陷入贫困，母亲带着三个孩子搬到了平壤，在那里母亲和姐姐外出工作，以供应白善燁与白仁燁兄弟俩上学。
白仁燁平壤中学毕业後，入读明治大学经济学部。二战期间成为日本陸軍飛行戰隊少尉，担任岐阜陸軍航空整備学校勤務。
战后他在平壤復員，与曾任滿洲国軍中尉的兄长白善燁一起在親戚——時任民族派领导人曹晩植的平安道人民政治委員会中任职。白善燁在事務所当受理，白仁燁任警卫员。金日成的游击队派掌握权力后，曹晩植的警備隊解散。任警備隊隊長的白仁燁与同样感觉在共产主义体制下有生命危险的丁一权等人南下投奔大韓民國。
他与丁一权等人一起加入韓国国軍的前身——南朝鮮國防警備隊，1946年1月22日在軍事英語学校毕业。军籍编号23号。任少尉。历任第1团勤務、第4团（光州）D連連長。
1947年3月、任第4团第2营少校营长。
1948年5月到7月任首任航空队队长。
1948年8月、任第12团（群山）副团長。1948年10月19日发生麗水-順天事件时，他率第12团第2营、第3营出動镇压。
1948年11月20日、任新成立的第17团（始興）首任团長。1949年11月15日、移駐与北朝鮮軍分界线纷争频繁的甕津半岛。后晋升上校。1950年3月，其第17团担任甕津地区警備任务，成为陸軍本部直轄的独立战斗团。
1950年6月25日早晨、2,700名餘第17团部队面对朝鮮人民軍第14团和38警備第3旅的8辆战车总计10,000名部队的进攻。两军展开号称“血之甕津”的激烈战斗。第17团5名美軍顧問在上午9点左右出逃。此後在陆军本部的撤退命令下，6月26日中午第17团搭乘2艘小型客船撤离。白仁燁和2名部下在路上因车辆毁坏怕被俘虏企图自杀，在部下劝说下从海上逃出，由韓國海軍的艦艇所救。6月28日、第17团在大田重新编成。
7月3日、白仁燁在乌山战役中被美军第24步兵师史密斯特遣隊（Task Force Smith）的支援軍機误炸，右脚重伤撤往后方，團長職務自7月4日起由他的副團長金熙濬中校（김희준）代理。白仁燁出院後在8月7日接替金錫源、擔任首都師師長。釜山防禦圈战役中负责東部战线防御，在杞溪击溃北朝鮮軍第12師。在战斗中，白仁燁被迫击炮炸伤左手。
白仁燁指挥的首都師参加了仁川登陸作战，被美軍称为「最具勇气的指揮官」，韓国軍也以他与申鉉俊（海軍陸戰隊首屆司令）为荣。白于9月2日前往釜山重建第17团。第17团在美军第10軍指揮下，从仁川登陆参加收复汉城的战斗，并在9月27日进入汉城。白仁燁以此功績获得美軍銀星勳章和韓軍太极武功勋章。
1950年10月24日、任陸軍本部情報局長兼特務部長、晋升准将。
1951年、任济州岛第1訓練所所長。晋升少将。
1952年1月10日、任第6师师長（其兄白善燁任军长）。
1953年5月9日、赴美国留学进修。
1953年6月13日、任第15师师长。
1953年6月18日、任第6师师长。
1953年7月27日、朝鲜战争停战协定签署。
1955年、美国陆军大学毕业、任中将、陸軍本部情報参謀副長。
1956年4月、第1军军长。
1958年、第6军军长。
1959年2月、陸軍本部管理部長。
1960年7月、因涉嫌收受部下不正当敛财，被编入预备役。入狱3年。
1965年、設立善仁财团。創建仁川善仁学園（現在的仁川大学）。
2013年12月14日、逝世。

## 脚注
1. ↑  佐々木春隆の朝鮮戦争では1922年としている。
2. ↑  日本陸軍出身、のちに韓国陸軍参謀総長、大韓民国国会議長。
3. ↑  1945年12月5日にアメリカ軍との連絡調整のため開校
4. ↑  1949年5月頃より甕津半島では北朝鮮軍との国境紛争が頻発するようになっていた。